# Basilornis corythaix
Mainá-de-ceram ou mainato-de-seram (Basilornis corythaix) é uma espécie de ave da família Sturnidae.
É endémica da Indonésia.
Os seus habitats naturais são: florestas subtropicais ou tropicais húmidas de baixa altitude e regiões subtropicais ou tropicais húmidas de alta altitude.